# کولیور
کولیور (به فرانسوی: Collioure) یک کمون در فرانسه است که در Canton of Côte Vermeille واقع شده‌است.

## خصوصیات
کولیور ۱۳٫۰۲ کیلومترمربع مساحت و ۲٬۹۸۷ نفر جمعیت دارد و ۱۰ متر بالاتر از سطح دریا واقع شده‌است.

## خواهرخوانده
شهر سریا خواهرخواندهٔ کولیور هست.